# Talia (musa)
Talia (en grec antic Θάλεια, 'la que floreix', 'la festívola'; llatí Thalia) era una de les muses, la vuitena per ordre de naixença. Hesíode, Teogonia 76-80, ho descriu així:

ταῦτ᾽ ἄρα Μοῦσαι ἄειδον Ὀλύμπια δώματ᾽ ἔχουσαι,

ἐννέα θυγατέρες μεγάλου Διὸς ἐκγεγαυῖαι,

Κλειώ τ᾽ Εὐτέρπη τε Θάλειά τε Μελπομένη τε

Τερψιχόρη τ᾽ Ἐρατώ τε Πολύμνιά τ᾽ Οὐρανίη τε

Καλλιόπη θ᾽· ἡ δὲ προφερεστάτη ἐστὶν ἁπασέων.

ἡ γὰρ καὶ βασιλεῦσιν ἅμ᾽ αἰδοίοισιν ὀπηδεῖ.
El pseudo-Apol·lodor (Apol·lodor d'Atenes), a la seva Biblioteca ens informa:

Ζεὺς δὲ γαμεῖ μὲν Ἥραν, καὶ τεκνοῖ Ἥβην Εἰλείθυιαν Ἄρην, μίγνυται δὲ πολλαῖς θνηταῖς τε καὶ ἀθανάτοις γυναιξίν. ἐκ μὲν οὖν Θέμιδος τῆς Οὐρανοῦ γεννᾷ θυγατέρας ὥρας. Εἰρήνην Εὐνομίαν Δίκην, μοίρας, Κλωθὼ Λάχεσιν Ἄτροπον, ἐκ Διώνης δὲ Ἀφροδίτην, ἐξ Εὐρυνόμης δὲ τῆς Ὠκεανοῦ χάριτας, Ἀγλαΐην Εὐφροσύνην Θάλειαν, ἐκ δὲ Στυγὸς Περσεφόνην, ἐκ δὲ Μνημοσύνης μούσας, πρώτην μὲν Καλλιόπην, εἶτα Κλειὼ Μελπομένην Εὐτέρπην Ἐρατὼ Τερψιχόρην Οὐρανίαν Θάλειαν Πολυμνίαν. <...>
Θαλείας δὲ καὶ Ἀπόλλωνος ἐγένοντο Κορύβαντες
En origen no tenia cap funció específica, però acabà inspirant la comèdia. Per això se la representa amb la careta pròpia d'aquestes representacions. Després va passar a inspirar també la poesia bucòlica o pastoral, per això porta a les mans un bastó de pastor. Porta al cap una corona d'heura, com a símbol d'immortalitat, entenent que la comèdia durarà sempre, i de lligam amb la natura, pels temes rurals de la poesia.
Segons una tradició (cf. el Pseudo-Apol·lodor, esmentat més amunt), va donar fills a Apol·lo, els coribants. Una versió de la llegenda de Dafnis, la presenta com a amant d'aquest heroi.